# Personalisiertes Verhältniswahlrecht
Das personalisierte Verhältniswahlrecht (englisch mixed-member proportional representation, MMP) ist ein Mischwahlsystem (englisch mixed electoral system), welches eine Verhältniswahl politischer Parteien und einer Mehrheitswahl einzelner Abgeordneter miteinander kombiniert.
Es findet bei den Wahlen zum Deutschen Bundestag und den Landtagen Anwendung und wird mittlerweile auch in verschiedenen anderen Staaten für Parlamentswahlen verwendet.

## Beschreibung
Eine personalisierte Verhältniswahl besteht aus zwei Teilen, weswegen zwei Stimmen zu verteilen sind. In Deutschland wird mit der ersten Stimme ein Direktkandidat mittels einer Mehrheitswahl gewählt, mit der zweiten Stimme eine Partei, wobei die Verhältniswahl angewandt wird.
Für die direkte Wahl werden Wahlkreise gebildet, wobei in jedem Wahlkreis derjenige gewählt wird, welcher die meisten Stimmen auf sich vereinigen kann (Mehrheitswahl). In der Regel – etwa in Deutschland bei Parlamentswahlen – kann nur ein Bewerber gewählt werden.
Das Ergebnis der Verhältniswahl (in Deutschland die „zweite Stimme“) entscheidet darüber, welcher Anteil am neu gewählten Parlament einer Partei zusteht und somit wie viele Abgeordnete die Partei entsenden kann. Dabei müssen die Kandidaten in der Regel bereits vor der Wahl auf der jeweiligen sog. Landesliste feststehen.
Anders als bei der Grabenwahl werden beide Systeme miteinander verrechnet. Während die direkt gewählten Abgeordneten ins Parlament einziehen, orientiert sich die Gesamtzahl der Sitze jeder Partei am Ergebnis der Verhältniswahl. Es kann jedoch dazu kommen, dass eine Partei mehr Direktmandate erringt, als ihr nach dem Ergebnis der Verhältniswahl zustehen. Wie mit solchen Überhangmandaten verfahren wird, etwa durch die Gewährung sog. „Ausgleichsmandate“, hängt vom Wahlrecht des jeweiligen Staates ab.

## Anwendung in englischsprachigen Ländern
Die Bundesrepublik Deutschland war 1949 das erste Land, welches ein personalisiertes Verhältniswahlrecht einführte. Mit der Zeit haben verschiedene andere Länder dieses Wahlsystem ganz oder zum Teil übernommen.

### Neuseeland
1993 entschieden sich die Wähler in Neuseeland in einer Volksabstimmung dafür, das traditionelle Mehrheitswahl-System („first past the post“ – FPTP) abzuschaffen und für die nächste Parlamentswahl (General Election) das Mixed-Member-Proportional-Wahlsystem einzuführen. Die Kritik an dem bestehenden Wahlsystem seinerzeit war, dass die Zusammensetzung des Parlamentes nicht mehr dem Willen der Wähler entsprach. Bereits 1881 und von 1889 bis 1903 hatte es Abweichungen vom bestehenden Mehrheitswahl-System gegeben. Damals ließ man, um den Wählerwillen mehr zu respektieren, in einzelnen Wahlbezirken zwei oder sogar drei Kandidaten mit den zwei bzw. drei höchsten Stimmenanteilen wählen.
Aufgrund der Entscheidung, das MMP-System einzuführen, wurden 1995 die Wahlbezirke in Neuseeland neu geordnet und das Land in 60 allgemeine Wahlkreise und zusätzlich fünf Wahlkreise für Māori aufgeteilt. 1996 erfolgte dann die erste Parlamentswahl unter dem neuen Wahlsystem. Von 1996 bis 2011 gewann keine der neuseeländischen Parteien mehr die absolute Mehrheit der Parlamentssitze und es mussten Koalitionen gebildet werden. Deshalb geriet das MMP-System zunehmend in die Kritik, die darauf fußte, dass kleinere Parteien in notwendigerweise gebildeten Koalitionen zu viel Macht bekommen würden. Um der Kritik Rechnung zu tragen und den Wählerwillen zu überprüfen, wurde am 26. November 2011 ein Referendum durchgeführt, in dem sich aber fast 58 % der neuseeländischen Wahlberechtigten für die Beibehaltung des MMP-Systems aussprachen.
Für die General Election 2014 wurde das Land in 71 Wahlbezirke aufgeteilt, 48 davon auf der Nordinsel, 16 auf der Südinsel und 7 für Māori. Bei 120 ohne Überhangmandate zur Verfügung stehenden Parlamentssitzen bleiben 49 Sitze für die Verteilung über die Verhältniswahl. Insofern weicht das aktuelle neuseeländische System von der ursprünglichen hälftigen Aufteilung für Direktmandate und Listenmandate ab und unterscheidet sich in diesem Punkt von dem deutschen Wahlsystem.
In der Parlamentswahl 2020 errang die Labour Party mit ihrer Spitzenkandidatin – der danach amtierenden Premierministerin Jacinda Ardern – als erste Partei seit Einführung des neuen Wahlsystems eine absolute Mandatsmehrheit. Mit dem bisherigen Koalitionspartner, der Green Party, wurde ein Arbeitsübereinkommen abgeschlossen.

### Lesotho
Die erste freie Wahl im späteren Lesotho wurde im April 1965 unter dem Mehrheitswahl-System („first past the post“) abgehalten. Die erste Wahl nach der Unabhängigkeit erfolgte im Januar 1970, die Wahl wurde jedoch annulliert. Erst im März 1993 erfolgten erneut freie Wahlen unter dem alten Wahlsystem. Nachdem 1998 eine Partei 79 der 80 Sitze gewonnen hatte, folgte eine längere Auseinandersetzung um die politische Repräsentation des Volkes und über die Art des Wahlsystems. 2001 endete die Diskussion in der Entscheidung, eine neue Wahl unter einem gerechteren Wahlsystem abzuhalten. Im Jahr 2002 erfolgte diese Wahl unter dem modifizierten Mixed-Member-Proportional-System, das seit dieser Zeit für Parlamentswahlen in Lesotho gilt. Dabei werden 80 Abgeordnete direkt gewählt und 40 nach dem Verhältniswahlrecht an – bezogen auf 120 Sitze – unterproportional mit Mandaten versehene Parteien verteilt. Jeder Wähler hat dabei nur eine Stimme.

### Schottland
Im Jahr 1999 bekam Schottland erstmals in seiner Geschichte sein eigenes, selbst gewähltes Parlament. Seit der Unterzeichnung des Act of Union im Jahr 1707, in dem Schottland seine Souveränität aufgab und sich mit dem Königreich England zum Königreich Großbritannien vereinigte, hatte Schottland kein eigenes Parlament. Zuvor war das Parlament nicht vom Volk gewählt.
Zu der Wahl im Jahr 1999 entschieden die schottischen Wähler, nicht das Mehrheitswahl-System („first past the post“) des britischen Westminster-Systems zu übernehmen, sondern wählten ihr eigenes System, das sie Additional Member System (AMS) nannten, was im Kern aber das Mixed-Member-Proportional-System darstellt. In Abweichung von dem deutschen Wahlsystem, bei dem Direktmandate und Listenmandate je zur Hälfte zur Parlamentsbildung beitragen, vergibt das schottische System bei 129 Parlamentssitzen 73 als Direktmandate über die einzelnen Wahlkreise und 56 Sitze über die Verhältniswahl. Hierzu ist Schottland in acht Regionen unterteilt, aus denen je sieben Kandidaten nach dem Verhältniswahlrecht über die Listen der Parteien gewählt werden. Auch in Schottland gilt die Erststimme dem Direktmandat und die Zweitstimme dem Listenmandat. Eine Regelung für Überhangmandate ist nicht vorgesehen.

### Wales
Auch Wales bekam im Jahr 1999 sein erstes selbst gewähltes Parlament. So wie auch in Schottland entschieden sich die walisischen Wähler für das Additional Member System (siehe oben). In Wales werden seitdem 40 von den 60 Sitzen des Welsh Parliament (Walisisches Parlament) direkt gewählt. Die restlichen 20 Sitze werden über die Verhältniswahl vergeben. Hierzu wurde Wales in fünf Regionen aufgeteilt, in denen jeweils vier Kandidaten über die Listen der Parteien nach dem Verhältniswahlrecht gewählt werden.

## Anwendung in anderen Ländern
Das personalisierte Verhältniswahlrecht, das erstmals in Deutschland bei der Gründung der Bundesrepublik zur Anwendung kam, wurde u. a. auch in Bolivien, Venezuela und Ungarn eingeführt.